# Kalanchoe ndotoenis
Kalanchoe ndotoenis ist eine Pflanzenart der Gattung Kalanchoe in der Familie der Dickblattgewächse (Crassulaceae).

## Beschreibung

### Vegetative Merkmale
Kalanchoe ndotoenis ist ein ausdauernder, sukkulenter Epiphyt. Die verzweigten, hängenden, kahlen Triebe sind bis zu 20 Zentimeter lang und weisen einen Durchmesser von bis zu 4 Millimeter auf. Die fleischigen, kahlen Laubblätter sind sitzend. Die verkehrt eiförmige Blattspreite ist etwa 8 Zentimeter lang, 4 Zentimeter breit und etwa 4 Millimeter dick. Ihre Spitze ist keilförmig bis gerundet, die Basis ist etwas gerundet. Der Blattrand ist in der unteren Hälfte ganzrandig und darüber gekerbt.

### Generative Merkmale
Der Blütenstand ist eine bis zu zwölfblütige Zyme und erreicht eine Länge von bis zu 23 Zentimeter. Die aufrechten Blüten stehen an 2 bis 3 Millimeter langen Blütenstielen. Ihre Kelchröhre ist etwa 0,2 Millimeter lang. Die dreieckigen, grünen, flaumhaarigen Kelchzipfel sind etwa 7 Millimeter lang und 1,5 Millimeter breit. Die flaumhaarige Kronröhre ist etwa 13 Millimeter lang und 2 bis 3 Millimeter breit. Ihre gelben, ausgebreiteten, verkehrt eiförmigen, dornenspitzigen Kronzipfel weisen eine Länge von etwa 7 Millimeter auf und sind 5 Millimeter breit. Die Staubblätter ragen nicht aus der Blüte heraus. Die Staubbeutel sind etwa 0,7 Millimeter lang. Die linealischen oder etwas verjüngten Nektarschüppchen weisen eine Länge von etwa 2 Millimeter auf. Das Fruchtblatt ist etwa 6,5 Millimeter und der Griffel etwa 3 Millimeter lang.

## Systematik und Verbreitung
Kalanchoe ndotoenis ist in Kenia im Samburu District im Bergwald in Höhen von 1200 Metern verbreitet.
Die Erstbeschreibung durch Leonard Eric Newton wurde 1998 veröffentlicht.

## Nachweise